# Lucio Verginio Tricosto (tribuno consular 389 a. C.)
Lucio Verginio Tricosto (en latín, Lucius Verginius Tricostus) tribuno consular en 389 a. C., el año siguiente de cuando Roma fue tomada por los galos.